# 笹原吉定
笹原 吉定（ささはら よしさだ、天正16年（1588年） - 明暦4年7月13日（1658年8月11日））は、日本の江戸時代の武士である。　通称は鹿之助（しかのすけ）。仙台藩の伊達政宗・忠宗に馬取として仕え、忠宗の知遇を得て殉死した。

## 人物
伊達政宗の馬取であったが、慶長17年（1612年）に同輩を殺して逃亡した。政宗は、自分の息子の忠宗が鹿助をかくまっているのではないかと疑った。そのことを知った鹿助は、立ち返って忠宗の近臣古内重広に会い、自分のせいで父子を疑わせるのはなお罪が重いと告白した。重広から話を聞いた忠宗は、感じるところがあって政宗に鹿助の赦免を求め、許された。
後、忠宗が宮城郡小鶴村（現・仙台市宮城野区）に出かけたとき、古内重広は伊東肥前をほめて「家来が多くても、危うきをみて肥前のように命を投げ出すものははなはだ少ない」と言った。鹿之助は轡を他の卒にあずけて馬上の重広の右脚をとり、「危うきをみて命を投げ出すのは禄を食むものの職分だ。それができない者がいるのか。それに、自分だけ主君の前で忠を誇るのはどういうことだ。賤しい身でも志はあなたの下ではない。言い直せ」と食ってかかった。重広は馬を下り、「その通りだ。ゆるせよ」と謝った。鹿之助は再拝して退き、忠宗の馬前にひざまづいて罪を待った。忠宗はそのときは気づかぬふりをして行き過ぎ、城に帰ってから、今日は良い士を得たと言って腰の刀を鹿之助に与え、「笹原吉定」と名乗らせた。
明暦4年（1658年）7月12日、伊達忠宗は仙台城で病死した。鹿之助は13日に城下の昌繁寺で切腹した。71歳であった。法名は楓外紹青。鹿之助の棺は古内重広ら他の殉死者の棺とともに8月6日の忠宗の葬礼に連なった。